# Gärdehov
Gärdehov, Gärde, Gärdedalen, är en idrotts- och mässanläggning i stadsdelen Gärde i Sundsvall, Sverige, cirka 4 kilometer norr om Sundsvalls centrum. Det är norra Sveriges största idrotts- och mässanläggning, och varje år genomförs här en rad sport-, musik-, konferens- och mässevenemang. 
Bland de evenemang som arrangerats på Gärdehov kan nämnas Melodifestivalen (deltävlingar 2002, 2003 och andra chansen 2011), inspelningar av tv-programmet Gladiatorerna, ungdoms-OS 1997 och SM-veckan 2009, 2011 och 2019. 
Stora mässor arrangeras årligen och flera stora dansgalor och konserter har ägt rum här, bland andra John Fogerty 2005.
På anläggningen finns en bandyplan med skridskooval, en fullstor fotbollshall, två ishallar, en curlinghall, kontor, restaurang, konferenslokaler, samt parkeringsytor för 1 200 bilar.
Sedan årsskiftet 2010/2011 drivs verksamheten av kultur- och fritidsförvaltningen i Sundsvalls kommun, tidigare har verksamheten legat under ett kommunalt bolag.
Anläggningen bytte namn från Gärde (som också är områdets namn) till Gärdehov i samband med ungdoms-OS 1997. Den kallas också i folkmun ibland för Gärdedalen (i första hand bandyplanen) efter det intilliggande området. 
Tidigare har det även funnits fotbollsplaner utomhus (gräs och grus) vid anläggningen. 

## Brandcode Center
Brandcode Center, tidigare Gärdehallen, Sundsvall Energi Arena och Sundsvalls ishall, är den största av två ishallar på Gärdehov, och här tränar och tävlar Sundsvall Hockey, Sundsvalls konståkningsklubb och Konståkningsklubben Iskristallen. Arenans publikkapacitet är 2 500 åskådare. Ishallen invigdes den 8 januari 1967 som Sveriges 18:e ishall och den första byggnaden i det blivande arenaområdet. 

## Ungdomshallen
Ungdomshallen är den andra ishallen på Gärdehov, och har plats för 400 åskådare vid hockeymatcher, eller 2 000 personer för musikkonserter. Ishallen invigdes 1989.

## Bandyplan och skridskooval

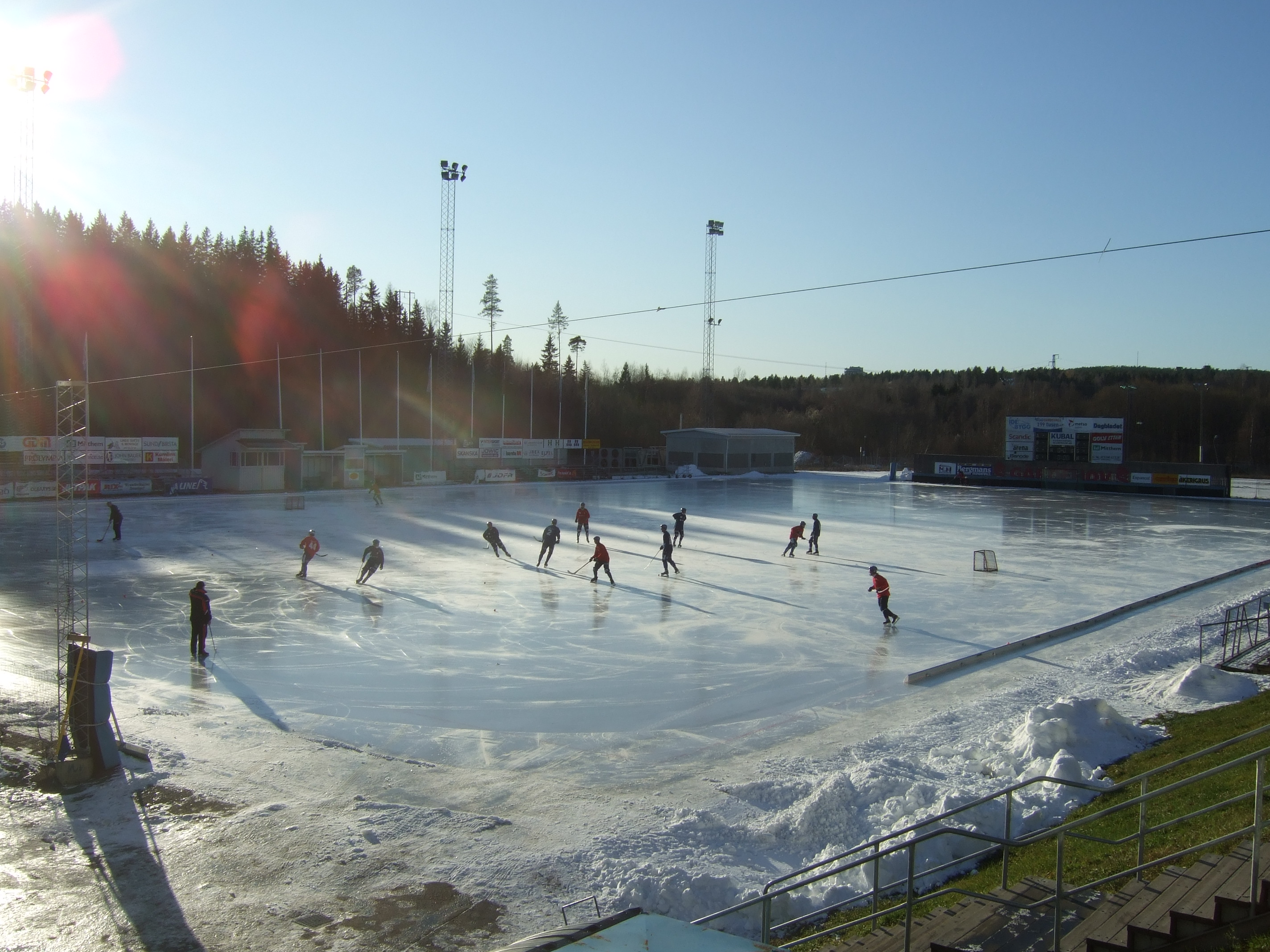
Bandybanan vid Gärdehov i november 2008

Bandyplanen vid Gärdehov har konstfrusen is och är Selånger SK Bandys och Sundsvalls Skridskoklubbs hemmaarena. Planen har en läktare med plats för 2 000 åskådare. Selånger har spelat sina hemmamatcher på Gärdehov sedan 1973. 1976 installerades kylanläggningen för konstfrusen is.
Under sommarhalvåret används den asfalterade planen som utställningsyta vid mässor och andra evenemang. Tidigare har det även spelats fotboll här under sommaren då en konstgräsmatta lades ut.

## Nordichallen
Nordichallen är en fotbollshall med fullstor konstgräsplan. Hallen har en 10 000 kvm stor yta och en takhöjd på som mest 21,5 meter. Hallen har en publikkapacitet på 1 500 åskådare vid fotbollsmatcher, och 9 300 personer vid mässor eller andra evenemang. Hallen invigdes 1992. 

## Curlinghallen
Curlinghallen har fyra banor och isen ligger från början av oktober till slutet av mars. Hallen finns i en egen separat byggnad på Gärdehov och drivs av Curlingalliansen - en sammanslutning mellan Sundsvalls två curlingklubbar; Sundsvall Curling och Old Players Curling Club.
Hallen byggdes i början av 1980-talet och renoverades 2016. Tidigare fanns ett ”curlingtält” på samma plats, invigt 1968.
Curling-EM 1994 arrangerades i Gärdehov men spelades i den stora ishallen, dåvarande Gärdehallen.